# Maison de John Knox
La maison de John Knox est un bâtiment historique situé sur High Street à Édimbourg, où le réformateur écossais John Knox est réputé avoir vécu au XVIe siècle. En réalité il n'a vécu que peu de temps à cet endroit et beaucoup plus longtemps à Warriston Close où une plaque marque le lieu approximatif de sa résidence. Le bâtiment, qui est l'un des plus anciens d’Édimbourg, abrite aujourd'hui un petit musée du protestantisme.

## Historique

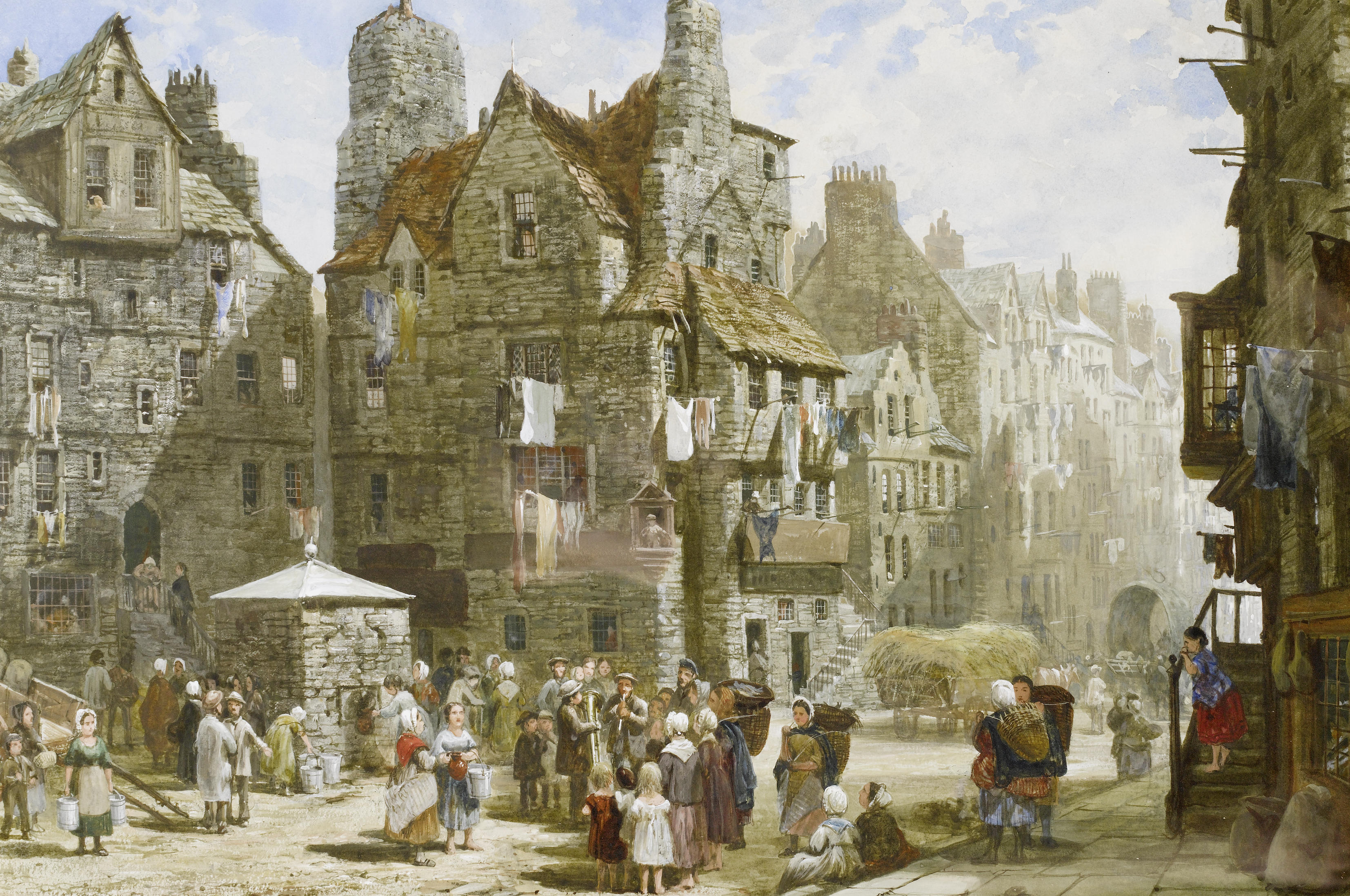
La maison de John Knox, peinture de Louise Rayner, vers 1861

La maison a été bâtie vers 1490 et comporte une belle galerie en bois et des plafonds peints dans le style de la renaissance écossaise. Elle appartenait à Walter Reidpath, dont l'arrière-petite-fille Mariota Arres reçut la maison en héritage en 1556. Son mari, l'orfèvre John Mossman, qui avait été commissionné par le roi Jacques VI pour refaire la couronne royale d’Écosse, était un fidèle de la reine d’Écosse, la catholique Marie Stuart. Lors du siège de 1573, Mossman battit monnaie pour les occupants du château sur les instructions de la reine Marie. Après la reddition, il fut arrêté et inculpé pour faux monnayage, condamné et exécuté par pendaison, écartèlement et décapitation ! La maison fut confisquée et attribuée par le roi Jacques VI d’Écosse à James Carmichael le jeune.
La maison fut bien sûr modifiée et embellie par de nouvelles décorations au cours des siècles. Devenue vétuste, elle fut toutefois condamnée par le conseil municipal en 1849, mais finalement sauvée grâce aux efforts du pionnier de l'écologie urbaine que fut Henry Cockburn.
La maison appartient à l'Église d'Écosse. Elle contient à présent un musée du protestantisme écossais et est maintenant administrée conjointement avec le Centre national d’histoire écossaise (Scottish Storytelling Centre (en)), sis dans la maison voisine.

## Relation avec John Knox

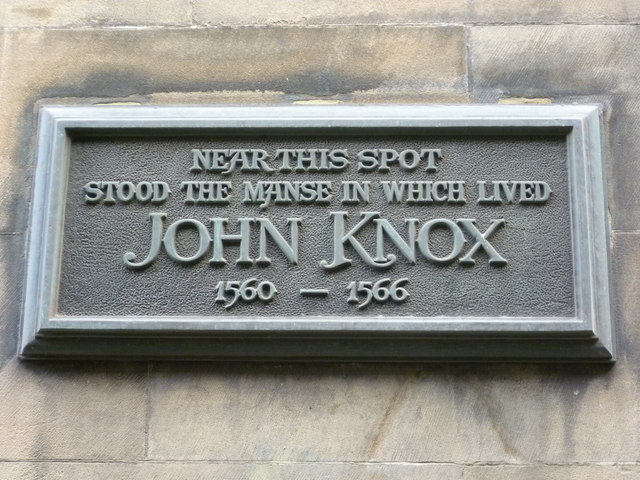
Plaque commémorative à Warriston Close

La notice d'information distribuée aux visiteurs du musée affirme que John Knox n'habita cette maison que quelques mois pendant le siège d'Édimbourg, et qu'il est reconnu qu'il y est mort. L'idée qu'il s'agit là de la "maison de John Knox" s'est répandue surtout après que les auteurs de l’époque victorienne (notamment Robert Chambers et Sir Daniel Wilson (en)) aient recueilli et propagé cette tradition orale populaire,. Les historiens ne voient pas bien pourquoi le réformateur John Knox aurait eu affaire avec le propriétaire de la maison qui comptait parmi les plus fervents catholiques de la ville. La maison a surtout le mérite d'être à la fois très visible et assez vieille pour avoir pu être celle de John Knox. Le véritable lieu de résidence de ce dernier, Warriston Close, se trouve un peu plus haut sur High Street. La maison fut acquise par l’Église d'Écosse en 1843, ce qui a pu renforcer l'idée qu'elle avait abrité John Knox en son temps.

## Sources
- Chambers, Robert and William Chambers's Edinburgh Journal, volume VIII nos. 183-200 July-December (1847), 231. Description of John Knox House in 1847.
- Guthrie, Charles John, John Knox and John Knox's House, Constable (1905).
- Guthrie, Charles John, 'Traditional Belief in John Knox's House Vindicated', in Proceedings Society Antiquaries Scotland, vol.34 (1899), 249-273, (conclusions not now accepted)
- Smith, Donald, John Knox House, Gateway to Edinburgh's Old Town, John Donald (1996)  (ISBN 0-85976-437-0)
- Miller, Robert, John Knox and the Town Council of Edinburgh, Andrew Elliot (1898)
- Miller, Robert, 'Where did John Knox live in Edinburgh?', in  Proceedings Society Antiquaries Scotland, vol.33 (1899) 80-115, (general conclusions widely accepted)